# Кастелучо деи Саури
Кастелучо деи Саури (итал. Castelluccio dei Sauri) насеље је у Италији у округу Фођа, региону Апулија.
Према процени из 2011. у насељу је живело 1890 становника. Насеље се налази на надморској висини од 280 м.

## Становништво
| 1951. | 1961. | 1971. | 1981. | 1991. | 2001. | 2011. |
| ----- | ----- | ----- | ----- | ----- | ----- | ----- |
| 2.352 | 2.431 | 2.066 | 1.828 | 1.900 | 1.951 | 2.119 |